# جوناثان إتش تورنر
جوناثان إتش تورنر (بالإنجليزية: Jonathan H. Turner)‏ هو عالم اجتماع أمريكي، ولد في 7 سبتمبر 1942.